# Оглінзь
Оглінзь, Оглінзі (рум. Oglinzi) — село у повіті Нямц в Румунії. Входить до складу комуни Реучешть.
Село розташоване на відстані 313 км на північ від Бухареста, 35 км на північ від П'ятра-Нямца, 94 км на захід від Ясс.

## Населення
За даними перепису населення 2002 року у селі проживали 3928 осіб. Рідною мовою 3927 осіб (> 99,9%) назвали румунську.
Національний склад населення села:
| Національність | Кількість осіб | Відсоток |
| -------------- | -------------- | -------- |
| румуни         | 3897           | 99,2%    |
| цигани         | 31             | 0,8%     |